# The Portopia Serial Murder Case

The Portopia Serial Murder Case (ポートピア連続殺人事件, Portopia Renzoku Satsujin Jiken, litt. L'affaire du meurtre en série de Portopia) est un jeu vidéo de type aventure et visual novel développé par Chunsoft et édité par Enix, sorti à partir de 1983 sur FM-7, FM-8, MSX, NEC PC-6001, PC-88, Sharp X1, NES et téléphone mobile.
Il est considéré comme le jeu initiateur du genre visual novel.

## Trame
Kouzou Yamakawa, le président de la Loan and Savings Company, a été retrouvé mort dans son manoir. Malgré toutes les preuves indiquant qu'il s'agit d'un suicide, un détective (le joueur) et son assistant arrivent sur les lieux pour une enquête plus approfondie.
Le joueur doit résoudre le mystère du meurtre en cherchant des indices, en interagissant avec les personnages et en résolvant des énigmes basées sur des objets.

## Système de jeu

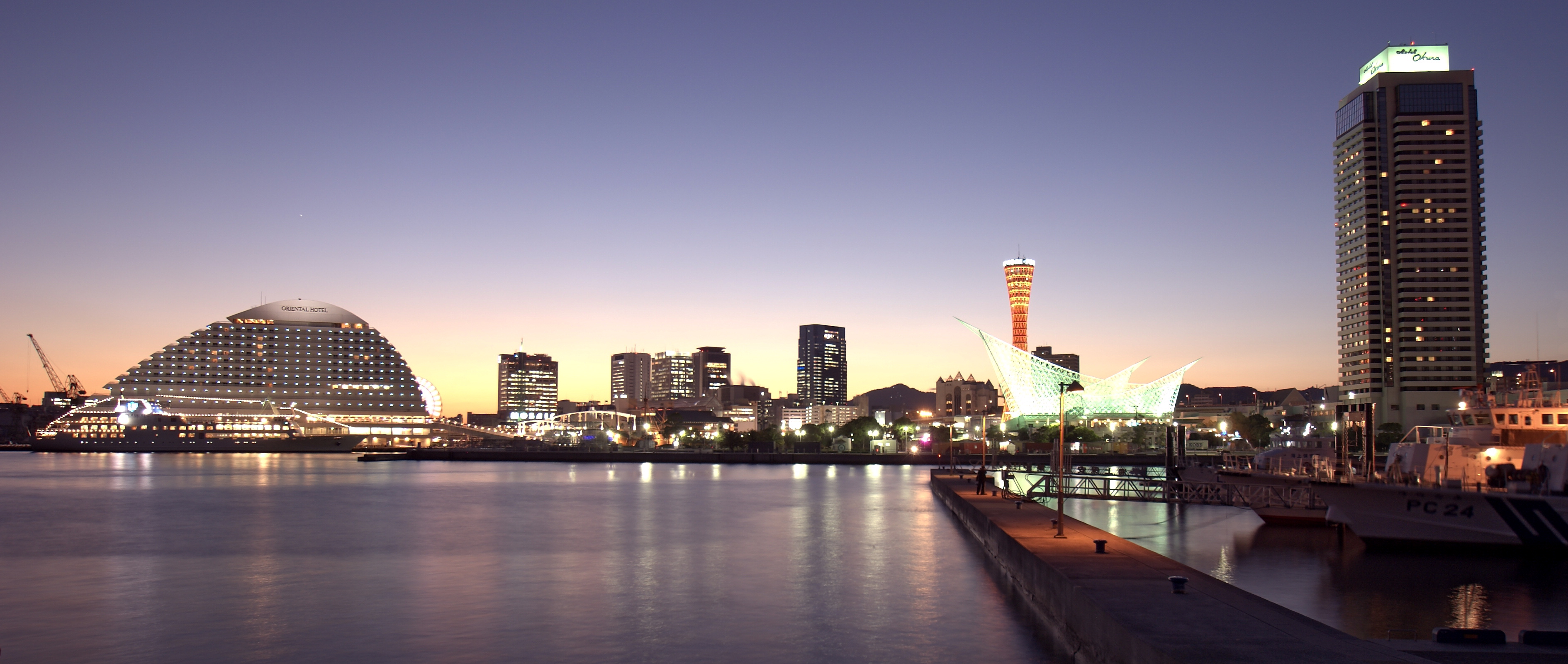
Vue de la ville japonaise en bordure de mer.

The Portopia Serial Murder Case suit une perspective et un récit à la première personne. Les différents événements sont décrits avec des images fixes et du texte. Le joueur interagit avec le jeu en tapant au clavier les actions qu'il souhaite effectuer, à l'aide de mots-clés qui seront analysés par un analyseur syntaxique. Trouver les mots exacts à taper est considéré comme faisant partie des énigmes qui doivent être résolues. Bien que des effets sonores soient présents, le jeu manque de musique et de fonction de sauvegarde. Il dispose d'un système de conversation avec des choix de dialogue de branchement, où l'histoire se développe en entrant des commandes et en recevant des réponses de l'acolyte du joueur ou personnages non-joueurs,,.
Le jeu propose un gameplay non linéaire,,, permettant plusieurs façons différentes d'atteindre les objectifs. Cela inclut voyager entre différentes zones dans un monde ouvert et faire des choix qui déterminent les dialogues et l'ordre des événements ainsi que des fins alternatives en fonction de qui le joueur identifie comme le coupable — à noter que la seule « vraie » fin est lorsque le joueur trouve le coupable, le reste n'est que des fins de parties considérées comme perdantes,,. Cependant, un seul des personnages est le vrai coupable, tandis que les autres sont des harengs rouges ; si le joueur conclut l'affaire avec le mauvais coupable, alors le joueur fera face aux critiques du chef de la police et devra rouvrir l'affaire. Le jeu comprend un téléphone qui peut être utilisé pour composer manuellement n'importe quel numéro, ce qui est nécessaire pour contacter plusieurs personnages non-joueurs. Le jeu propose également un système d'inventaire nécessitant l'examen et la collecte d'objets, qui pourraient être utilisés comme preuves plus tard dans le jeu.
Sans clavier, la version Famicom remplace l'analyseur syntaxique par une liste de menus de quatorze commandes définies sélectionnables avec la manette de jeu. Ceci est similaire au système de menu de sélection de commandes introduit dans le jeu d'aventure et de mystère de meurtre de Yuji Horii Okhotsk ni Kiyu: Hokkaido Rensa Satsujin Jiken, sorti en 1984, entre les sorties de la version PC et de la version Famicom de Portopia. L'une des commandes du menu permettait au joueur d'utiliser une interface pointer-cliquer, en utilisant la croix directionnelle pour déplacer un curseur sur l'écran afin de rechercher des indices et des éléments interactifs. La version Famicom de Portopia propose également des sélections de menu de branchement, qui incluent l'utilisation du pointeur comme une loupe pour enquêter sur des objets, ce qui est nécessaire pour trouver des indices cachés, et comme un poing ou un marteau pour frapper n'importe quoi ou n'importe qui, qui pourrait être utilisé pour transporter les coups lors des interrogatoires de suspects,. Du contenu supplémentaire a également été ajouté, notamment un labyrinthe souterrain composé de donjons, avec un style similaire aux jeux vidéo de rôle.

## Spécificités techniques
En raison des limites du PC-6001, le texte du jeu d'origine n'était qu'en kanas.

## Traduction amatrice
Avant qu'il ne soit traduit en anglais par une équipe d'amateurs, le jeu était déjà relativement connu dans le monde pour avoir été un pilier du jeu d'aventure japonais. Le 16 juin 2006, la première version de la traduction amatrice anglaise fut publiée, celle-ci est produite par des anglophones japonophones non natifs et concerne la version Famicom du jeu. Plus de 4 ans après, le 31 octobre 2010, une retraduction fut publiée par la même équipe, cette fois-ci par un anglophone japonophone natif ayant également joué au jeu à l'époque de sa sortie, cela a donc grandement amélioré la qualité de la traduction,.

## Voir également